# Uno (juego)
Uno (estilizado en mayúsculas: UNO) es un juego de cartas estadounidense desarrollado en 1971 por Merle Robbins en Reading, Ohio. El juego es un producto de Mattel desde 1992. 
Cuando a un jugador le quede una sola carta, tiene que decir en voz alta “Uno”. De lo contrario, deberá robar dos cartas de la pila para robar. Esto sólo es necesario en caso de que uno de los jugadores sorprenda al jugador saliente sin haber dicho “Uno”.

## Características
Uno es un juego de cartas que fue desarrollado en el año 1970 por el Merle Robbins, el propietario de una barbería en Estados Unidos. Años más tarde, y tras unas cuantas barajas vendidas, los derechos fueron comprados por International Games  y actualmente es Mattel el encargado de producir y distribuir el juego. Hay otro entretenimiento muy parecido creado en Alemania, llamado “Skip-Bo”.
El juego cuenta con un mazo, de características distintas a los naipes españoles o ingleses, el cual contiene 2 tipos de cartas: normales y especiales.

## Número de jugadores
A pesar de que se han creado distintas modalidades de juego, incluyendo una que permite jugar solitario, el clásico admite de 2 a 10 participantes.

### Objetivo del juego
El objetivo de Uno es deshacerse de todas las cartas que se dan a cada jugador (inicialmente con 7), diciendo la palabra “Uno” cuando queda la última carta en la mano; si el jugador no dice Uno cuando tiene solo una carta será penalizado con 2 cartas más. El ganador del juego será el primero que llegue a los 500 puntos, los puntos se irán sumando a medida que se terminen las partidas de juego. El que logre ganar una mano, sumará todos los puntos de las cartas que se han quedado los jugadores rivales.

## Mazo o baraja de Uno

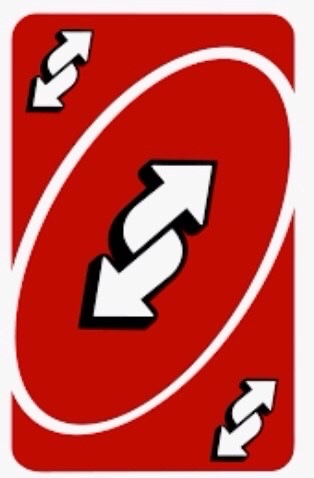
Carta Uno reverse, actualmente considerada un meme.

Todas las cartas del juego.

El mazo o baraja de Uno es el elemento esencial y principal del juego. Está compuesto de 108 cartas (a pesar de que hay algunas versiones que pueden traer 112). La baraja trae 2 tipos de cartas: Las normales y las especiales o comodines.
Al momento de tomar cartas al no tener una se podrán tomar ya sea una carta y omitir turno o seguir tomando cartas hasta tomar una que se pueda usar.

### Cartas normales
Este tipo de cartas se dividen en 4 colores: Azul, Rojo, Verde y Amarillo, y a su vez, cada color trae cartas numéricas del 0 al 9 (dos de cada una, salvo el cero).

### Cartas especiales
Son una serie de cartas que, como su nombre indica, presentan características especiales que permiten alterar el flujo normal del juego mediante ciertas acciones. Las cartas Comodines son Cambio de color, el cual te permite cambiar el color en juego, y "+4", que permite el cambio de color y manda al siguiente jugador a obtener 4 cartas adicionales en su mano. 
Asimismo, están las cartas de acción como son Bloqueo, el cual omite el turno siguiente, Reversa/Cambio de sentido, cambia el sentido de juego de horario a antihorario o viceversa, y "+2", que indica al siguiente jugador sacar dos cartas de la baraja para sí mismo. Si una carta especial como Reversa o Bloqueo es tirada cuando es tu última carta debes agarrar otra y tirarla si este es del mismo color. 
Reglas especiales
En caso de lanzar una Reversa, podrá ser contrarrestado con otra Reversa de cualquier color.
En caso de que un participante haya tenido que robar dos cartas, el siguiente participante, no podrá iniciar dicha partida con ningún +2.
Un jugador solo se podrá anticipar cuando no sea su turno, solo en el caso de que tenga la misma carta (color y número). En ningún caso podrá poner cartas que sean de otro color. En el caso de que un jugador lanzara un cambio de color, dicho jugador debe decir rápido el color escogido para agilizar el movimiento del siguiente jugador, ya que de utilizar varias versiones, podrás beneficiar y corromper el juego. No decirlo implica la norma Cadafalch.
En el caso de hacer trampas como: lanzar varias cartas en un solo turno, decir “Uno” sin que este jugador le quede una carta, esconder cartas, decir color de carta, o intenta sabotear a otro jugador...dicho jugador robará 4 cartas (esta norma se conoce actualmente como la norma Cadafalch).
Cuando un jugador le quede una sola carta, no se impugnar el decir “Uno”, hasta que dicho jugador no haya lanzado la carta o tenga en su mano dicha carta.
La carta +4 solo se podrá contrarrestar con otro +4, o, si concordado previamente, con un +2 si es del color escogido por el participante (dicho participante debe decir rápido el color ya que podrá perjudicar a otro participante en caso de anticiparse). No decirlo implica la norma Cadafalch.
En caso de disponer de varias cartas del mismo color, se podrán tirar en el mismo turno. (No se podrá tirar en el mismo turno cartas de diferente color aunque tengan el mismo número).
Si se lanzara un Bloqueo, una Reversa, o un Comodin cambio de Color, el siguiente jugador podrá lanzar una carta de Bloqueo o de Reversa sea el color que sea. En el caso de anticiparte otro jugador, deberá corresponder al color escogido por este (un mismo jugador no podrá lanzar el comodín y una carta "normal" en el mismo turno, ya que se consideran cartas diferentes).
Si un jugador decide modificar las normas a mitad de partida, se le aplicará también la norma Cadafalch.
Cuando a un jugador le quede una sola carta, tiene que decir en voz alta “Uno”. De lo contrario, deberá robar dos cartas de la pila para robar.
No podrás anticiparte con un comodín, si otro jugador ha lanzado una carta normal o una Reversa.
En caso de utilizar una versión extendida o se dispone de una regla que permita cambiar cartas con otro jugador, este está obligado hacer el cambio aunque pueda resultar perjudicado.
Si al empezar el juego se destapa con un comodín, dicho inicio se considerará válido.

## Uno World Championship
El campeonato mundial de Uno (UWC, por su nombre en inglés, Uno World Championship) es celebrado cada año en Moscú, Rusia. 71 países participan en el torneo. En agosto del 2011, ganó Grace Kellog (Estados Unidos), que jugó contra Jon Velberg (Países Bajos) en una larga partida de 5 horas 16 minutos. La competición de 2012 se celebró entre el 8 de agosto y el 12 de agosto.

## Todas las Versiones

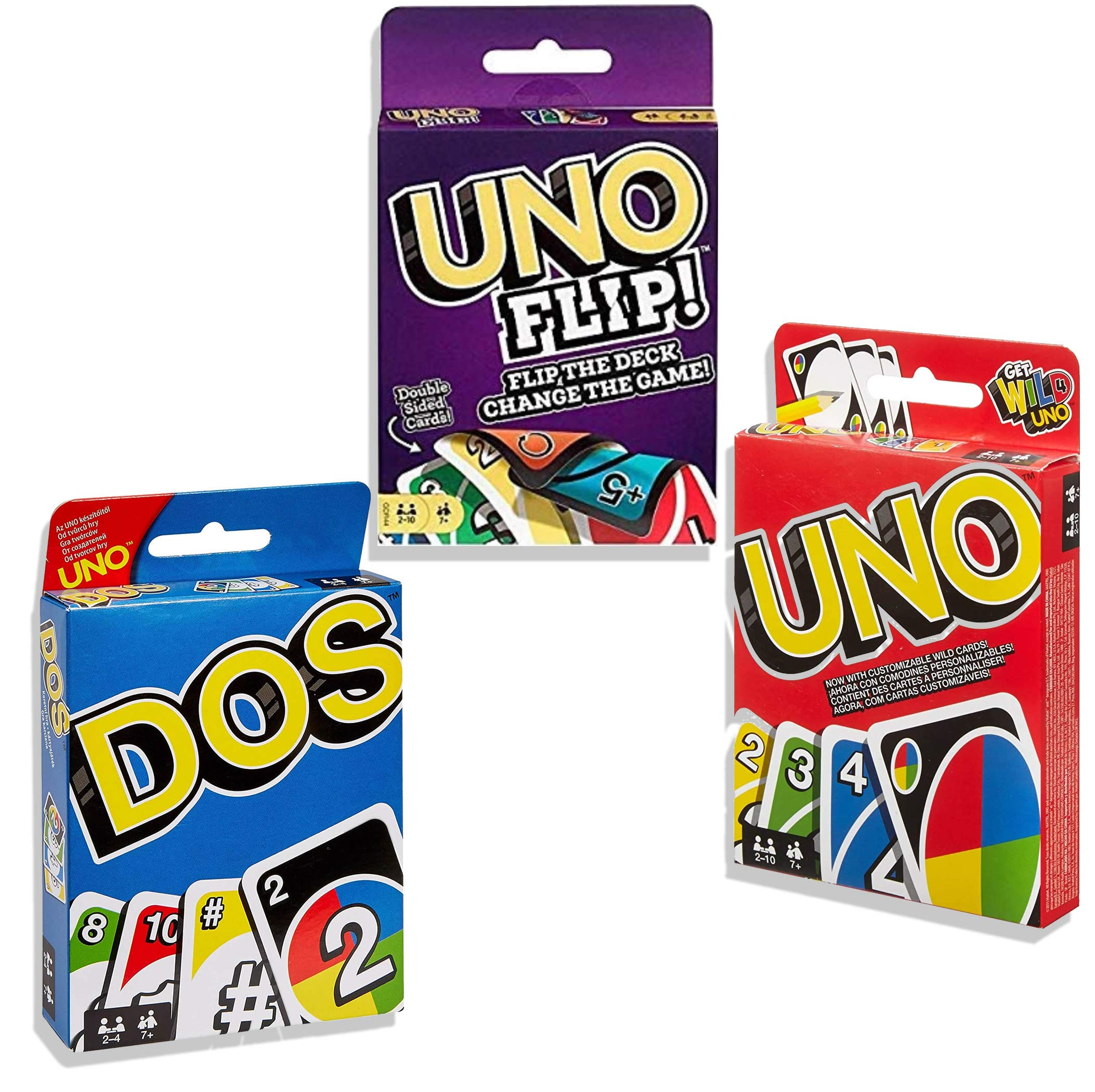
Cartas de Uno

Actualmente existen muchas versiones diferentes de UNO, estas pueden contener pequeños cambios y/o cartas especiales. Pueden existir más versiones de las nombradas aquí, incluso, algunas de las versiones tienen sus propias subversiones.
Son varias como Uno No mercy, Dos, Uno flip, Uno edición Mario Bros y Muchas Más.

## Uno en los deportes
Algunos equipos del mundo, de diferentes deportes, tienen su propio Uno en el cual los jugadores tienen sus propias cartas con efectos particulares.
- Boston Red Sox
- Boston Celtics
- Calgary Flames
- Chicago Cubs
- Chicago Bears
- Chicago White Sox
- Houston Astros
- Los Angeles Angels of Anaheim
- Basketball player LeBron James
- Manchester United
- MLB All-Stars
- American League
- National League
- NBA All-Stars
- Auburn Tigers
- New England Patriots
- New York Giants
- New York Knicks

## Videojuegos
- Super UNO (Tomy, 1993) - Super Nintendo
- UNO (Mattel Games, 1999) - Game Boy Color
- UNO 52 - (Black Lantern Studios, 2016) Game Boy Advance, Nintendo DS
- UNO Free Fall (Black Lantern Studios / Oasis, 2006) - Game Boy Advance, Aplicación para el celular
- UNO Challenge (Mattel Mobile) - Aplicación para el celular
- UNO (Gameloft) - PlayStation Network
- UNO (Carbonated Games, 2006) - Xbox Live Arcade
- UNO Rush (Tozai Games, 2009) - Xbox Live Arcade
- UNO - Aplicación para iPhone
- UNO & Friends (Gameloft, 2013) - originalmente para Facebook Games, posteriormente para Android, Windows Phone y Windows
- UNO! (Mattel163, 2017) - originalmente para Facebook Instant Games, posteriormente para Android y iOS
- UNO (Ubisoft, 2021) - Nintendo Switch

### Videojuegos temáticos
Xbox 360
- Street Fighter II UNO
- Project Gotham Racing UNO
- Kameo: Elements of Power UNO
- UNO 35th Anniversary

Wii
- UNO (tienda virtual)